# Jan Kalivoda
Johannes Wenzeslaus Kalliwoda, más conocido como Jan Kalivoda (n. Praga, 21 de febrero de 1801 – f. Karlsruhe, Alemania, 3 de diciembre de 1866) fue un compositor, violinista y director de orquesta checo.

## Biografía
Estudió violín y composición en el conservatorio de su ciudad natal, y se estrenó como violinista a los 14 años. Completó sus estudios como miembro de la Orquesta de la Ópera de Praga. Contemporáneo de Robert Schumann, supo servir de puente entre la herencia sinfónica de Beethoven y las innovaciones formales y conceptuales de Schubert, Liszt, Wagner y el último Rossini. Trabajó casi toda su vida, desde 1822 hasta 1865, como maestro de capilla en la corte de provincia del príncipe Karl Egon II de Fürstenberg y sus sucesores en la ciudad de Donaueschingen, en la orilla del Danubio. Compuso más de 250 obras, entre ellas óperas, sinfonías, conciertos, oberturas, lieder y obra coral.

## Algunas obras
- 1824: Sinfonía n.º 1 en fa menor, Op. 7
- 1826-27 (revisada en 1829): Sinfonía n.º 2 en mi bemol mayor, Op. 17
- 1830: Sinfonía n.º 3 en re menor, Op. 32
- 1836: Sinfonía n.º 4 en do mayor, Op. 60
- 1840: Sinfonía n.º 5 en si menor, Op. 106
- 1843: Sinfonía n.º 6 en fa mayor, Op. 132
- 1841: Sinfonía n.º 7 en sol menor, WoO I/01
- 1840: Concertino para oboe, Op. 110
- 1844: Introducción y variaciones para clarinete en si bemol, Op. 128